# Breguet Bre.4
O Breguet Bre.4 é um bombardeiro biplano monomotor produzido pela Breguet, serviu durante a Primeira Guerra Mundial com a Força Aérea da França.

## Especificações (BUC)
Dados de: Avia France.com.
Descrições gerais
- Tripulação: 2 - piloto e artilheiro
- Comprimento: 9,50 m (31 ft)
- Envergadura: 16,40 m (54 ft)
- Altura: 3,70 m (12 ft)
- Área alar: 54 m² (581 ft²)
- Peso vazio: 1 160 kg (2 560 lb)
- Peso bruto (carregado): 1 535 kg (3 380 lb)

Motorização
- Número de motores: 1x
- Tipo do motor: Motor a pistão radial
- Fabricante/modelo: Salmson 2M7 refrigerado a água
- Potência por motor: 200 hp (149 kW)
- Descrição do propulsor/hélice: Hélice propulsora

Performance
- Velocidade máxima: 138 km/h (85,7 mph)
- Alcance bélico: 399 km (248 mi)
- Autonomia: 3 hs

Armamentos
- Metralhadoras/canhões: 

  - 1x canhão Hotchkiss de 37 mm (1,46 in)
- Bombas: 

  - 300 kg (661 lb) de carga de bombas